# Die Schwarze Sonne (Band)
Die Schwarze Sonne ist ein finnisches Black-Metal-Einmannprojekt.
Es wurde 2012 von dem Musiker Pestengel gestartet und veröffentlichte ein Jahr später das Debütalbum Das letzte Licht bei Sturmglanz Black Metal Manufaktur und Northern Fog Records. Bei den erstgenannten folgte 2016 das zweite Album Der Untergang des Menschen. Für die drei Tonträger zwischen 2017 und 2021 war Wolfmond Production verantwortlich.
Zum Album Heiliges Nichtsein (2017) schrieb Metalviewer, dass die Band „ruppigen, räudigen Black Metal [liefert], der häufig in die Atmospheric-Ecke schielt“. Das Album Tod und Melancholie (2021) wurde vom spanischsprachigen Broken Tomb Magazine als „sehr unorthodoxer Black Metal“ (que muy poco ortodoxo de «Metal Negro») aufgefasst.

## Diskografie
- 2013: Das letzte Licht
- 2016: Der Untergang des Menschen
- 2017: Heiliges Nichtsein
- 2019: Sisällä Vain Pimeää
- 2021: Tod und Melancholie